# Fehéruszonyú szirtcápa
A fehéruszonyú szirtcápa vagy fehérfoltú szirtcápa (Triaenodon obesus) a porcos halak (Chondrichthyes) osztályának kékcápaalakúak (Carcharhiniformes) rendjébe, ezen belül a kékcápafélék (Carcharhinidae) családjába tartozó Triaenodon nem egyetlen faja. Emberre csak elvétve veszélyes.

## Előfordulása
Az Indiai- és a Csendes-óceán vizeiben honos.

## Életmódja
Kagylókkal, csigákkal és más puhatestűekkel táplálkozik, a páncéljukat erős állkapcsával és fogaival roppantja össze.

## Megjelenése
Átlag hosszúságuk 2,1 méter. Nevét az úszói végén található fehér pöttyökről kapta.
|  |  |